# Batalla de l'Orbieu
La batalla de l'Orbieu (batalla de l'Orbiu o de l'Orbion) fou un enfrontament militar entre musulmans i francs a Septimània el 793 tradicionalment a la vora de l'Orbieu prop de l'abadia de la Grassa, però probablement en realitat al lloc de Viladanha (aleshores Vallis Aquitanica) en la ruta ordinària entre Narbona i Carcassona al punt on passa l'Orbieu, ja que el camí per l'abadia de la Grassa era més llarg i més difícil i tallat per moltes muntanyes. El mes i dia de la batalla no són assenyalats pels historiadors contemporanis.

## Antecedents
Hixam I, potser en revenja per l'ocupació de Girona, va decidir envair Septimània. Quan va saber la sortida de Lluís el Pietós cap a Itàlia va enviar un exèrcit sota el general Abd-al-Màlik ibn Abd-al-Wàhid ibn Mughith. Aquest va assolar Girona (Djerunda) i el nord de Catalunya i va creuar els Pirineus dirigint-se cap a Narbona de la que va cremar els ravals i va assolar tots el territoris propers, fent gran nombre de presoners; llavors es va dirigir cap a Carcassona però al pas del petit riu Orbieu (occità Orbiu) es va trobar amb el duc d'Aquitània i comte de Tolosa Guillem I el Sant (Guillem de Gel·lona) acampat a l'altre costat del riu en posició de batalla. Probablement el duc havia tingut notícies de l'expedició i havia reunit les forces sota el seu comandament i les dels comtes de les demarcacions de frontera.

## Batalla
Els dos exèrcits es van observar breument i aviat es van enfrontar en combat obert. La iniciativa fou de Guillem i els musulmans van aguantar el primer embat i van rebutjar als atacants; aquests es van defensar per un temps però van acabar completament derrotats; els caps de l'exèrcit franc van haver de fugir; Guillem fou l'únic que va restar al lloc fins que van haver marxat tots els comtes i grans oficials que l'acompanyaven i quasi totes les tropes; es diu que fins i tot matat a uns dels oficials de l'exèrcit musulmà i hauria fet prodigis de valentia, però davant el nombre de l'enemic va haver de fugir com la resta.

## Conseqüències
Abd-al-Malik va retornar a Còrdova carregat de botí i la cinquena part que va correspondre a l'emir va pujar a 45.000 dinars. Alguns dels captius d'aquesta expedició es creu que formaren després una guàrdia personal de l'emir.